# Salomão Barbosa Ferraz
Salomão Barbosa Ferraz OSA (ur. 18 lutego 1880, zm. 11 maja 1969) – brazylijski duchowny rzymskokatolicki, biskup tytularny Eleutherna w latach 1963-1969.

## Życiorys

### Duchowny prezbiteriański
Urodził się w rodzinie prezbiteriańskiej. Był synem pastora Belarmino Nunes Ferraz i jego małżonki Marii Santana Barbosa.
Uczęszczał do szkół w Jaú i w São Paulo. W młodości pobierał nauki gry na skrzypcach i na organach. Po ukończeniu gimnazjum Colégio Camargo wstąpił do prezbiteriańskiego seminarium duchownego i odbył studia teologiczne. W 1898 r. został zaakceptowany na kandydata do pracy kaznodziejskiej. Przez następne cztery lata przygotowywał się do ordynacji. W 1902 r. został pastorem Kościoła Prezbiteriańskiego w Brazylii (IPB). Przez następne lata pracował jako misjonarz i pastor zborów w różnych zakątkach Brazylii.
W 1916 r. na kongresie prezbiteriańskim w Panamie przedstawił pogląd o potrzebie wzajemnego uznawania chrztu przez Kościoły ewangelickie i Kościoły katolickie. Przeciwstawił się prezbiteriańskiej praktyce ponownego chrzczenia konwertytów. Opowiadał się za ekumenizmem i dialogiem swojego wyznania z innymi chrześcijańskimi wspólnotami. Wywołał tym niekorzystne dla siebie reakcje ze strony niektórych wysoko postawionych w hierarchii Kościoła osób.

### Duchowny anglikański
W 1917 r. z uwagi na brak zrozumienia odszedł z Kościoła prezbiteriańskiego i 1 marca 1917 r. przeszedł na anglikanizm. W latach 1917–1935 był duchownym Anglikańskiego Kościoła Episkopalnego w Brazylii (IEAB). W latach 1918–1924 pracował jako proboszcz parafii anglikańskiej w Santa Teresa, następnie w latach 1924-1936 był prezbiterem w São Paulo.
W 1928 r. założył zgromadzenie zakonne Zakon Świętego Andrzeja (OSA), którego zadaniem było umacnianie w wiernych cnót zawartych w Ewangelii. W tym też czasie zaczął wyznawać poglądy anglokatolickie i wprowadzać w tym duchu zmiany w sprawowanych przez siebie nabożeństwach. Wywołał tym spór z lokalnym biskupem episkopalnym.

### Biskup ICL
W 1936 r. po nieporozumieniach i zarzutach o łamanie kanonów wiary anglikańskiej odszedł z Kościoła Episkopalnego. Pozbawiony pensji duchownego rozpoczął pracę zarobkową jako dyrektor biblioteki publicznej. Wspólnie ze swoimi sympatykami założył własną denominację – Wolny Kościół Katolicki (ICL). Podczas pierwszego kongresu Kościoła w 1936 r. został wybrany biskupem elektem i zobligowany przez synod do przyjęcia sakry.
Podjął starania o otrzymanie święceń z rąk biskupów starokatolickich. Nawiązał korespondencję z biskupem misyjnym Polskiego Kościoła Starokatolickiego, Janem Perkowskim, a następnie z arcybiskupem Władysławem Faronem. Wyjazd do Polski na planowaną konsekrację biskupią w 1939 r. uniemożliwił mu jednak wybuch II wojny światowej. Po tym niepowodzeniu zwrócił się o święcenia do Kościoła Starokatolickiego w Holandii. Otrzymał osobiste zaproszenie od arcybiskupa Andreasa Rinkela. Zajęcie Holandii w 1940 r. przez wojska niemieckie spowodowało, że i w tym przypadku nie mógł przyjechać do Europy.

### Biskup ICAB
W 1945 roku po wieloletnich staraniach o przyjęcie święceń biskupich nawiązał ostatecznie współpracę z emerytowanym biskupem rzymskokatolickim Botucatu, Carlosem Duarte Costa. Z jego rąk otrzymał najpierw święcenia prezbiteriatu, a następnie episkopatu.
W latach 1945–1958 pełnił funkcję biskupa Brazylijskiego Katolickiego Kościoła Apostolskiego (ICAB). Uczestniczył w organizowaniu struktur diecezjalnych, parafialnych i misyjnych tej wspólnoty na terenie Brazylii.
W 1951 r. konsekrował na biskupa Manoela Ceia Laranjeirę, późniejszego pierwszego patriarchę Niezależnego Katolickiego Kościoła Apostolskiego (ICAI).

### Biskup rzymskokatolicki
Salomão Barbosa Ferraz będąc biskupem Brazylijskiego Katolickiego Kościoła Apostolskiego, odczuwał potrzebę intensywnej działalności na rzecz ekumenizmu i jedności Kościołów. Postulował kodyfikację jednolitej dla wszystkich wyznań doktryny chrześcijańskiej, ujednolicenia kultu i obrzędów mszy.
W 1958 r. widząc nadzieję na wielkie zmiany w Kościele katolickim za pontyfikatu papieża Jana XXIII, rozpoczął dialog z rzymskokatolickimi hierarchami. W niedługim czasie po nawiązaniu rozmów z Rzymem zgłosił chęć przejścia do Kościoła rzymskokatolickiego. 8 grudnia 1959 r. w obecności kardynała Carlosa de Vasconcellos Motta złożył publicznie katolickie wyznanie wiary.
W 1959 r. Stolica Apostolska uznała ważność jego święceń i pozwoliła mu na pracę duszpasterską w archidiecezji São Paulo w charakterze przełożonego Zakonu Świętego Andrzeja (OSA), którego członkowie mieli przejść na katolicyzm.
25 marca 1960 r. Salomão Barbosa Ferraz spotkał się z papieżem Janem XXIII. Podczas audiencji otrzymał ogólne wytyczne dotyczące jego roli w Kościele katolickim i dalszej posługi biskupiej. Przewidziano dla niego rolę emisariusza watykańskiego pracującego w Ameryce Łacińskiej na rzecz przyciągnięcia z powrotem do jedności z Rzymem różnych wspólnot katolickich, które stały się na przestrzeni lat niezależne i popadły w schizmę ze Stolicą Apostolską.
W latach 1960–1965 biskup wiele podróżował po Brazylii i po Włoszech. W latach 1962–1965 brał udział w czterech sesjach II soboru watykańskiego. Uczestniczył w dyskusjach na temat wprowadzenia języków narodowych do liturgii oraz ekumenizmu i unii Kościołów.
10 maja 1963 r. papież Jan XXIII mianował Salomão Barbosa Ferraza biskupem tytularnym Eleutherna, a papież Paweł VI – biskupem pomocniczym rzymskokatolickiej archidiecezji Rio de Janeiro.

## Życie prywatne
W 1902 r. Salomão Barbosa Ferraz, będąc duchownym prezbiteriańskim, zawarł związek małżeński z pochodzącą z Włoch Emilią Cagnoto (ur. 1881, zm. 1963). Z małżeństwa tego doczekał się siedmiorga dzieci. Para do końca życia pozostawała w małżeństwie, nawet gdy Salomão Barbosa Ferraz został biskupem rzymskokatolickim.
Przypadek Salomão Barbosa Ferraza jest jednym z nielicznych w dziejach Kościoła rzymskokatolickiego od czasów soboru trydenckiego, w którym papież zezwolił biskupowi na pozostawanie w małżeństwie i sprawowanie funkcji kościelnych, mimo że ten nie był celibatariuszem.